# Turquía en los Juegos Olímpicos de Grenoble 1968
Turquía estuvo representado en los Juegos Olímpicos de Grenoble 1968 por once deportistas masculinos que compitieron en dos deportes.
El equipo olímpico turco no obtuvo ninguna medalla en estos Juegos.